# Kurt-Olof Sundström

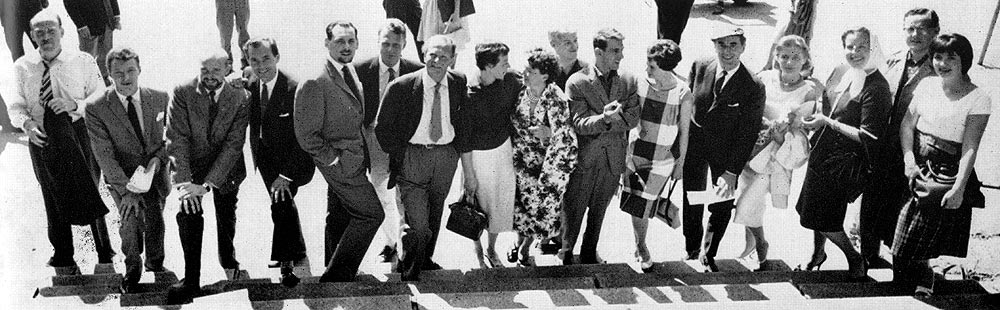
Sundström (tredje från vänster) tillsammans med TV-teaterensemblen säsongen 1960/1961.

Kurt-Olof Sundström, född Kurt Olof Thure Sundström 2 april 1924 i Ösmo, död 12 oktober 1993 i Oscars församling i Stockholm, var en svensk skådespelare, regissör och manusförfattare.

## Biografi
Sundström var engagerad vid Dramaten mellan 1944 och 1953 och gjorde sammanlagt 50 roller där. Han regisserade även föreställningarna Kunde hända 1950 och Harlekino och Harlekina 1952. Han började på TV-teatern på 1960-talet och var regissör där under åren 1965–1969 för att sedan fortsätta på TV1 1969–1989. 
Sundström var mellan 1961 och 1965 chef för Folkteatern i Göteborg. Under hans tid där inriktades repertoaren mot nyare utländsk dramatik.

## Filmografi
Regi
- 1966 – Krapps sista band
- 1966 – Tupp tupp men ingen höna
- 1967 – De löjliga preciöserna
- 1969 – Biprodukten
- 1970 – Småborgerbryllup
- 1971 – Vad händer sedan, Ali?
- 1974 – Erik XIV
- 1976 – Scapins rackartyg
- 1980 – Huset i världens mitt
- 1982 – Trollkarlens pojke (TV-serie)
- 1983 – Skuggan av Mart
- 1983 – Herr Sleeman kommer
- 1987 – Paganini från Saltängen (TV-serie)
- 1989 – Alla älskade Alice

Manus
- 1987 – Paganini från Saltängen (TV-serie)
- 1989 – Alla älskade Alice

Roller
- 1951 – Fröken Julie
- 1951 – Örnarnas dal
- 1952 – Möte med livet
- 1954 – Karin Månsdotter
- 1958 – Oh, mein Papa
- 1959 – Måsen
- 1960 – Simon och Laura
- 1960 – Myteriet på Caine
- 1960 – Den respektfulla skökan
- 1960 – Diana går på jakt
- 1960 – Fröken Rosita
- 1961 – Vildanden
- 1961 – Eurydike
- 1961 – Dacke
- 1962 – Dödens arlekin
- 1962 – På jakt efter lyckan
- 1966 – Woyzeck
- 1970 – Röda rummet (TV-serie)
- 1980 – Sinkadus (TV-serie)

## Teater

### Roller (ej komplett)
| År   | Roll                    | Produktion                                                          | Regi                          | Teater                           |
| ---- | ----------------------- | ------------------------------------------------------------------- | ----------------------------- | -------------------------------- |
| 1948 | Hovman 2                | De vises sten Pär Lagerkvist                                        | Alf Sjöberg                   | Dramaten                         |
| 1949 | Vännen 1 S Bartolomeus  | Lycko-Pers resa August Strindberg                                   | Göran Gentele                 | Dramaten                         |
| 1949 | Bernard                 | En handelsresandes död Arthur Miller                                | Alf Sjöberg                   | Dramaten                         |
| 1949 | Thomas Wyatt            | En dag av tusen Maxwell Anderson                                    | Olof Molander                 | Dramaten                         |
| 1950 | Didrik, Tullas son      | Ljungby horn Frans Hedberg                                          | Carl-Henrik Fant              | Dramaten                         |
| 1950 | Hertig Johan            | Erik XIV August Strindberg                                          | Alf Sjöberg                   | Dramaten                         |
| 1951 | Patron                  | Chéri Colette                                                       | Mimi Pollak                   | Dramaten                         |
| 1952 | En gammal jude          | De vises sten Pär Lagerkvist                                        | Alf Sjöberg                   | Dramaten                         |
| 1955 | Cornelius Hackl         | Äktenskapsmäklerskan Thornton Wilder                                | Olof Thunberg                 | Norrköping-Linköping stadsteater |
| 1955 | Peter "Petia" Trofimov  | Körsbärsträdgården Anton Tjechov                                    | John Zacharias                | Norrköping-Linköping stadsteater |
| 1956 | Sebastian               | Melodi på lergök Lars-Levi Læstadius                                | John Zacharias                | Norrköping-Linköping stadsteater |
| 1956 | Fabrizio (inhopp)       | Värdshusvärdinnan Carlo Goldoni                                     | Kurt-Olof Sundström           | Norrköping-Linköping stadsteater |
| 1956 | Cléante                 | Tartuffe Molière                                                    | John Zacharias                | Norrköping-Linköping stadsteater |
| 1956 | Sigismund               | Vita hästen Hans Müller och Ralph Benatzky                          | John Zacharias                | Norrköping-Linköping stadsteater |
| 1957 | Prins Erik              | Gustav Vasa August Strindberg                                       | John Zacharias                | Norrköping-Linköping stadsteater |
| 1957 | "Sumparn", f d arbetare | Fabian öppnar portarna Walentin Chorell                             | John Zacharias                | Norrköping-Linköping stadsteater |
| 1957 |                         | Simones drömmar Bertolt Brecht och Hanns Eisler                     | Kurt-Olof Sundström           | Norrköping-Linköping stadsteater |
| 1957 | Berättaren              | Historien om en soldat Igor Stravinskij och Charles-Ferdinand Ramuz | John Zacharias                | Norrköping-Linköping stadsteater |
| 1958 | Herr Y                  | Paria August Strindberg                                             | John Zacharias                | Norrköping-Linköping stadsteater |
| 1958 | Sonen                   | Leka med elden August Strindberg                                    | John Zacharias                | Norrköping-Linköping stadsteater |
| 1958 | Maurice                 | Tredje personen Louis Verneuil                                      | John Zacharias                | Norrköping-Linköping stadsteater |
| 1958 | Pappa                   | Oh, mein Papa! Erik Charell, Jürg Amstein och Paul Burkhard         | Albert Gaubier John Zacharias | Norrköping-Linköping stadsteater |
| 1958 | Gert bokpräntare        | Mäster Olof August Strindberg                                       | Sandro Malmquist              | Riksteatern                      |
| 1964 | Furst Igor              | Spel om lycka Françoise Sagan                                       | Ellen Isefiær                 | Folkteatern, Göteborg            |

### Regi
| År   | Produktion                                         | Upphovsmän                                                       | Teater                           |
| ---- | -------------------------------------------------- | ---------------------------------------------------------------- | -------------------------------- |
| 1952 | Harlekino och Harlekina                            | Else Fisher                                                      | Dramaten                         |
| 1955 | Spela min källa                                    | Axel Strindberg                                                  | Ronneby brunn                    |
| 1955 | Jag vill vara en annan Jeg vil være en Anden       | Leck Fischer Översättning Arne Lindberg                          | Norrköping-Linköping stadsteater |
| 1956 | Vår ofödde son                                     | Vilhelm Moberg                                                   | Norrköping-Linköping stadsteater |
| 1956 | Värdshusvärdinnan La locandiera                    | Carlo Goldoni Bearbetning Kurt-Olof Sundström                    | Norrköping-Linköping stadsteater |
| 1957 | Vägen till Rom The Road to Rome                    | Robert E. Sherwood Översättning Stig Ahlgren                     | Norrköping-Linköping stadsteater |
| 1957 | Simones drömmar Die Gesichte der Simone Machard    | Bertolt Brecht och Hanns Eisler Översättning Kurt-Olof Sundström | Norrköping-Linköping stadsteater |
| 1963 | Hus med dubbel ingång Casa con dos puertas         | Pedro Calderón de la Barca                                       | Folkteatern, Göteborg            |
| 1964 | Borgmästaren Der Bürgermeister                     | Gert Hofmann                                                     | Folkteatern, Göteborg            |
| 1964 | Två herrar från Verona The Two Gentlemen of Verona | William Shakespeare                                              | Folkteatern, Göteborg            |
| 1965 | Höfeber Hay Fever                                  | Noël Coward                                                      | Folkteatern, Göteborg            |
| 1968 | Tango                                              | Slawomir Mrozek                                                  | Malmö stadsteater                |

## Radioteater

### Roller
| År   | Roll                         | Produktion                                  | Regi            |
| ---- | ---------------------------- | ------------------------------------------- | --------------- |
| 1948 | Dolabella, Caesars anhängare | Antonius och Kleopatra William Shakespeare  | Alf Sjöberg     |
| 1950 | Cyril                        | Salig överstens döttrar Katherine Mansfield | Gustaf Molander |